# جووانی رجو
جووانی رجو (انگلیسی: Giovanni Reggio; ۱۲ دسامبر ۱۸۸۸ – ۲۲ دسامبر ۱۹۷۲) قایقران قایق بادبانی اهل ایتالیا بود.